# Sestrostoma toriumii
Sestrostoma toriumii is een krabbensoort uit de familie van de Varunidae. De wetenschappelijke naam van de soort is voor het eerst geldig gepubliceerd in 1974 door Takeda.